# Ugo Francescu Peretti della Rocca
Ugo Francescu Peretti della Rocca (Levie, 1747 - 1838) fou un polític, militar i escriptor cors. Descendent directe de Napoleone delle Vie (di Livia), natu a Livia, escriví en italià i en cors. Fill d'un oficial cors, estudià a la Universitat de Corti. El març de 1765, es posà de part de la República de Còrsega i lluità a la batalla de Pontenovo. Quan Pascal Paoli va tornar el maig de 1793 intentà arrestar a Ajaccio a la famíglia de Napoleó Bonaparte. Fou comissari del Departament de Còrsega i es posà de part de la Consulta Extraordinaria de Corte quan s'oposà a la Convenció francesa. El gener de 1797, fou arrestat a Porto Vecchio. Quan Lluís XVIII de França fou restaurat, fou reintegrat a l'exèrcit amb el grau de tinent coronel i va rebre la Creu de Sant Lluís. Va escriure en italià Ottave rusticane i Versi di Figari i en cors Versi di Sagra, Versi di Nunzia, Versi di Brunu i Versi di Liona.

## Referènze
1. ↑  Archivi della famiglia Pustianaz von Priel è Cheynet de Beaupré, discendenta della famiglia Peretti della Rocca.
2. ↑  Brevettu in l'archivi della famiglia Pustianaz von Priel è Cheynet de Beaupré.

- (cors) Cronaca di a Corsica, Orsu Ghjuvanni Caporossi Arxivat 2008-10-12 a Wayback Machine.